# Ronny Jakubaschk

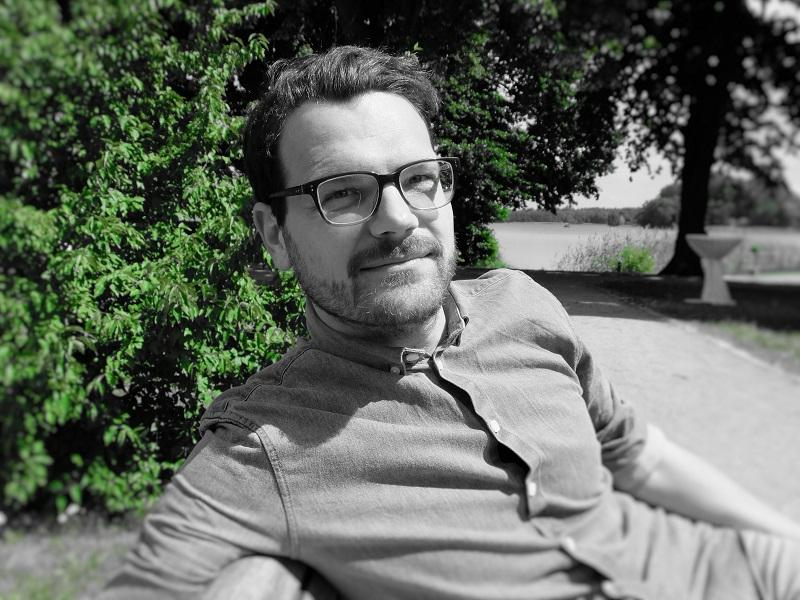
Ronny Jakubaschk, Regisseur

Ronny Jakubaschk (* 6. Juli 1979 in Guben) ist ein deutscher Theaterregisseur.

## Leben
Ronny Jakubaschk wuchs in Cottbus/Niederlausitz auf. Bereits während der Schul- und Zivildienstzeit verwirklichte er mit seiner eigenen Theatergruppe erste Regiearbeiten und wurde mit dem Förderpreis der Cottbuser Max-Grünebaum-Stiftung ausgezeichnet.
Während seines Dramaturgiestudiums an der Hochschule für Musik und Theater in Leipzig absolvierte er Assistenzen am Schauspiel Frankfurt, Staatstheater Cottbus und dem Wiener Burgtheater. Parallel inszenierte er in Leipzig, Cottbus und Bad Hersfeld. Darüber hinaus war er Stipendiat der Masterclass Schauspiel der Salzburger Festspiele im Sommer 2003.
Mit Beginn der Intendanz von Armin Petras 2006 ging Ronny Jakubaschk als Regieassistent ans Maxim Gorki Theater Berlin. Neben der Leitung des Jugendclubs richtete er zahlreiche szenische Lesungen ein, realisierte Werkstattprojekte und eigene Inszenierungen.
Ronny Jakubaschk inszeniert seit 2009 unter anderem am Theater Aachen, Theater Basel, Theaterhaus Jena, Schauspiel Frankfurt, neues theater Halle, Oldenburgisches Staatstheater, Staatstheater Braunschweig, Staatstheater Mainz, Schauspiel Hannover, Theater Münster und an der Oper Dortmund. Er arbeitete im Rahmen des Heidelberger Stückemarkts, beim Festival Primeurs am Staatstheater Saarbrücken und, gefördert vom Goethe-Institut, am Theater Stary Dom in Nowosibirsk. 
Seine Inszenierungen wurden zum Theatertreffen der Jugend, zum Tag der Talente des Bundesbildungsministeriums, zum Kaltstartfestival, zu Radikal jung, zum Festival Grenzenlos, zum Kinder- und Jugendfestival "Wildwechsel", zu Augenblick mal! – dem Festival des Theaters für junges Publikum und zu den Autorentheatertagen des Deutschen Theaters Berlin eingeladen.
Zwischen 2018 und 2023 war er Hausregisseur am neuen theater Halle.
2024 nahm er am Weiterbildungsstudiengang Theater- und Musikmanagement an der Ludwig-Maximilians-Universität München in Kooperation mit Deutscher Bühnenverein teil.

## Inszenierungen (Auswahl)
- 2008: Glaube Liebe Hoffnung von Ödön von Horváth, Maxim Gorki Theater Berlin, eingeladen zum Festival radikal jung[4][5]
- 2009: Kein runter kein fern von Ulrich Plenzdorf, Maxim Gorki Theater Berlin
- 2009: tell the truth von Marcel Luxinger (Uraufführung), Theater Basel
- 2009: Der Messias von Patrick Barlow, Schauspiel Frankfurt
- 2010: Das Herz ist ein lausiger Stricher von Thomas Melle (Uraufführung), Theaterhaus Jena[6]
- 2010: Zuhause nach dem Roman von Kristof Magnusson (Uraufführung), Volkstheater Rostock
- 2010: Shockheaded Peter Junkopera von Phelim Mcdermott, Julian Crouch, Martyn Jacques, Maxim Gorki Theater Berlin
- 2010: Das war ich nicht nach dem Roman von Kristof Magnusson (Uraufführung), Theater Basel[7]
- 2011: Harper Regan von Simon Stephens, Theater Aachen[8]
- 2011: Sommernachtstraum von William Shakespeare, Theater Magdeburg
- 2011: Der zerbrochne Krug von Heinrich von Kleist, Theater Basel
- 2012: Die Geschichte vom Soldaten von Igor Strawinsky, Theater Aachen
- 2012: Der kleine Barbier nach Gioachino Rossini, Oper Dortmund[9]
- 2012: Tschick von Wolfgang Herrndorf, Neues Theater Halle
- 2013: Der Barbier von Sevilla von Gioachino Rossini, Oldenburgisches Staatstheater[10]
- 2013: Die hellen Haufen, nach der Erzählung von Volker Braun, Maxim Gorki Theater Berlin
- 2013: 2Uhr14 von David Paquet, Deutschsprachige Erstaufführung, Theater der jungen Welt Leipzig, eingeladen zum Sächsischen Theatertreffen 2014[11] und zur 13. Ausgabe von Augenblick mal! – dem Festival des Theaters für junges Publikum 2015[12]
- 2013: Der Hals der Giraffe, nach dem gleichnamigen Roman von Judith Schalansky, Theater Bielefeld
- 2014: Hedda Gabler von Henrik Ibsen, Oldenburgisches Staatstheater[13]
- 2014: Spieltrieb von Juli Zeh, Rheinisches Landestheater Neuss[14]
- 2014: rewind: the story of bonnie and clyde Recherchestück von Ronny Jakubaschk, Christoph Macha und Ensemble, Uraufführung, Staatstheater Braunschweig
- 2014: Im weißen Rößl Singspiel von Ralph Benatzky/Erik Charell, Neues Theater Halle[15]
- 2014: Bei den wilden Kerlen von Dave Eggers / nach dem Roman von Maurice Sendak, Junges Schauspielhaus Düsseldorf
- 2014: Arsen und Spitzenhäubchen von Joseph Kesselring, Staatstheater Mainz
- 2015: Wir sind keine Barbaren von Philipp Löhle, Neues Theater Halle, eingeladen zu den Autorentheatertagen 2015 des Deutschen Theaters Berlin
- 2015: Die Meistersinger von Nürnberg von Richard Wagner, Staatstheater Mainz
- 2015: Robin Hood von Ulrich Zaum, Theater der jungen Generation Dresden
- 2015: Piraten fluchen nicht nach Rossini L’italiana in Algeri von Johann Casimir Eule & Wiebke Hetmane, Oper Dortmund
- 2015: der herzerlfresser von Ferdinand Schmalz, Deutsches Theater Berlin
- 2016: Miss Sara Sampsom von Gotthold Ephraim Lessing, Rheinisches Landestheater Neuss
- 2016: Djihad Paradise von Anna Kuschnarova / Ronny Jakubaschk, Uraufführung, Neues Theater Halle, eingeladen zum Heidelberger Stückemarkt 2017
- 2016: Faust von Johann Wolfgang von Goethe, Theater Trier
- 2016: Das Sparschwein von Eugène Labiche, ETA Hoffmann Theater Bamberg
- 2017: Schlamm oder Die Katastrophe von Heath Cliff nach dem Roman von Louis Sachar, Theater Junge Generation Dresden
- 2017: Hamlet – Sein oder Nichtsein von Timo Jouko Herrmann, Oper Dortmund
- 2017: Wie es Euch gefällt von William Shakespeare, Rheinisches Landestheater Neuss
- 2017: safe places von Falk Richter, Badisches Staatstheater Karlsruhe
- 2017: Die Blechtrommel von Günter Grass, Neues Theater Halle
- 2017: Kannst du pfeifen, Johanna? von Gordon Kampe, Staatstheater Mainz
- 2018: Die Verwandlung von Franz Kafka, Staatstheater Cottbus
- 2018: Effi Briest von Theodor Fontane, Vorarlberger Landestheater Bregenz
- 2018: Mamma Medea von Tom Lanoye, Rheinisches Landestheater Neuss
- 2018: Kabale und Liebe von Friedrich Schiller, Neues Theater Halle
- 2019: Der Besuch der alten Dame von Friedrich Dürrenmatt, Staatstheater Cottbus
- 2019: Die Benennung der Tiere von Leon Engler, Neues Theater Halle
- 2019: Nathan der Weise von Gotthold Ephraim Lessing, Neues Theater Halle
- 2019: Maß für Maß von William Shakespeare, Theater Münster
- 2020: Der Junge auf dem Baum von Michele Riml, Thalia Theater Halle
- 2020: Transit von Anna Seghers, Neues Theater Halle
- 2020: Das letzte Schaf von Ulrich Hub, Thalia Theater Halle
- 2021: Was ihr wollt von William Shakespeare, Schauspiel Hannover
- 2021: Münchhausen von Armin Petras, Neues Theater Halle
- 2022: Über Leben Uraufführung von Annalena und Konstantin Küspert, Theater Münster
- 2022: Das Vermächtnis von Matthew López, Schauspiel Hannover
- 2022: Das große Feuer von Roland Schimmelpfennig, Neues Theater Halle
- 2022: Leben des Galilei von Brecht/Eisler, Badisches Staatstheater Karlsruhe
- 2023: Der Schimmelreiter von Theodor Storm, Schauspiel Hannover
- 2023: Minna von Barnhelm von Gotthold Ephraim Lessing, Heidelberger Schlossfestspiele
- 2023: Asyl im Paradies. Ein Theaterkonzert über Tamara Danz von Ronny Jakubaschk, Michael Hinze und Katja Stoppa, Staatstheater Meiningen
- 2023: Michael Kohlhaas von Heinrich von Kleist, Theater Ulm
- 2024: Zwei Herren von Real Madrid von Leo Meier, Schauspiel Hannover
- 2024: EFFINGERS von Gabriele Tergit, Badisches Staatstheater Karlsruhe
- 2024: Gulliver im Land der Riesen von Jörg Kunze nach Jonathan Swift, Puppentheater & Neues Theater Halle
- 2024: Der Richter und sein Henker von Friedrich Dürrenmatt, Theater Luzern
- 2024: Hase Hase von Coline Serreau, Theater Konstanz
- 2025: Mutter Courage und ihre Kinder von Bertolt Brecht und Paul Dessau, Theater Ulm
- 2025: Tod eines Handlungsreisenden von Arthur Miller, Theater und Orchester Heidelberg